# Андреевское сельское поселение (Костромская область)
Андре́евское се́льское поселе́ние — муниципальное образование в составе Сусанинского района Костромской области России. 
Административный центр — село Андреевское. 

## История
Андреевское сельское поселение образовано 30 декабря 2004 года в соответствии с Законом Костромской области № 237-ЗКО, установлены статус и границы муниципального образования.

## Население
| 2008 | 2010 | 2012 | 2013 | 2014 | 2015 | 2016 |
| ---- | ---- | ---- | ---- | ---- | ---- | ---- |
| 545  | ↘408 | ↗409 | ↘401 | ↘386 | ↘369 | ↘342 |
| 2017 | 2018 | 2019 | 2020 | 2021 |      |      |
| ↘328 | ↘297 | ↘279 | ↘249 | ↘183 |      |      |

## Состав сельского поселения
| №  | Населённый пункт | Тип населённого пункта       | Население |
| -- | ---------------- | ---------------------------- | --------- |
| 1  | Андреевское      | село, административный центр | ↗344      |
| 2  | Быстрово         | деревня                      | ↗87       |
| 3  | Волково          | деревня                      | →0        |
| 4  | Гульнево         | деревня                      | →0        |
| 5  | Карповское       | деревня                      | ↘16       |
| 6  | Кирилково        | деревня                      | →0        |
| 7  | Козленево        | деревня                      | →0        |
| 8  | Мальгино         | деревня                      | ↗2        |
| 9  | Панкратово       | деревня                      | →0        |
| 10 | Пырино           | деревня                      | ↗2        |
| 11 | Ракуниха         | деревня                      | ↗4        |
| 12 | Тыково           | деревня                      | →0        |
| 13 | Фефелово         | деревня                      | →4        |
| 14 | Хорзино          | деревня                      | ↗70       |
| 15 | Ямок             | деревня                      | ↗7        |